# Ganden tripa
De Ganden tripa, vertaald troonhouder van Ganden, is de hoofdabt van het klooster Ganden, op vijftig kilometer afstand van Lhasa in Tibet. De gelugtraditie wordt op grond van de grote betekenis van het klooster Ganden ook wel de Ganden-traditie genoemd.
De Ganden tripa is de opvolger van Tsongkhapa, de stichter van de gelugtraditie in het Tibetaans boeddhisme, en daarmee ook de hoogste lama in de religieuze hiërarchie binnen de gelug. Deze rol is bijvoorbeeld niet toebedeeld aan de dalai lama of pänchen lama. Khädrub Je en Gendün Drub die postuum werden erkend als de eerste pänchen lama en eerste dalai lama, waren in hun leven echter wel respectievelijk de tweede en derde Ganden tripa. De eerste Ganden tripa was Gyaltsab Je.
De gebruikelijke loopbaan voordat iemand Ganden tripa werd, begon meestal met een studie Logica en het Geshe-curriculum van de gelugtraditie aan een van de grote kloosters Ganden, Sera of Drepung. Vaak werd aansluitend tantra gestudeerd aan het Gyuto- of het Gyume-college. Na een aantal jaren onderricht geven aan monniken, vaak gecombineerd met de functie zangleider aan een kloosterschool, volgde een benoeming tot abt van het Shartse-college of het Jangtse-college van Ganden. Als Ganden tripa werd beurtelings de abt van deze twee colleges benoemd.
Tijdens de Tibetaanse diaspora sinds 1959 werd de hoofdzetel van de Ganden tripa naar Mundgod in de Indiase staat Karnataka verlegd.

## Lijst van Ganden tripa's
De lijst begint met de stichter van de gelugorde, Tsongkhapa, als eerste Ganden tripa. Gyaltsab Je kan echter eveneens als eerste Ganden tripa worden gezien.

### 1-25
| dga' ldan khri pa | Naam                         | Levensdata     | Ambtstermijn  | Wylie                                | Andere titels                        |
| ----------------- | ---------------------------- | -------------- | ------------- | ------------------------------------ | ------------------------------------ |
| 1.                | Tsongkhapa, Lobsang Dragpa   | 1357-1419      | 1409-1419     | tsong kha pa (blo bzang grags pa)    | Je rinpoche                          |
| 2.                | Gyaltsab Je                  | 1364-1432      | 1419-1431     | rgyal tshab rje                      | Dharma rinchen                       |
| 3.                | Khädrub Je                   | 1385-1438      | 1431-1438     | mkhas grub rje (dge legs dpal bzang) | Eerste pänchen lama                  |
| 4.                | Shalu Lochen Legpa Gyaltsen  | 1375-1450      | 1438-1450     | zhwa lu lo chen legs pa rgyal mtshan | -                                    |
| 5.                | Lodrö Chökyong               | 1389-1463      | 1450-1463     | blo gros chos skyong                 | -                                    |
| 6.                | Chökyi Gyaltsen              | 1402-1473      | 1463-1473     | chos kyi rgyal mtshan                | Eerste Tatsag rinpoche               |
| 7.                | Lodrö Tenpa                  | 1402-1476      | 1473-1476(79) | blo gros brtan pa                    | -                                    |
| 8.                | Mönlam Legpa Lodrö           | 1414-1491      | 1480-1489     | smon lam legs pa'i blo gros          | -                                    |
| 9.                | Lobsang Nyima                | 1439-1492      | 1490-1492     | blo bzang nyi ma                     | -                                    |
| 10.               | Yeshe Tsangpo                | 1415-1498      | 1492-1498     | ye shes bzang po                     | -                                    |
| 11.               | Lobsang Dragpa               | 1422/1429-1511 | 1499-1511     | blo bzang grags pa                   | -                                    |
| 12.               | Jamyang Legpa Lodrö          | 1450-1530      | 1511-1516     | jam dbyangs legs pa'i blo gros       | -                                    |
| 13.               | Chökyi Shenyen (Dharmamitra) | 1453-1540      | 1516-1521     | chos kyi bshes gnyen                 | -                                    |
| 14.               | Rinchen Öser                 | 1453-1540      | 1522-1528     | rin chen 'od zer                     | -                                    |
| 15.               | Pänchen Sönam Dragpa         | 1478-1554      | 1529-1535     | pan chen bsod nams grags pa          | (gzims khang gong ma)                |
| 16.               | Chökyong Gyatso              | 1473-1539      | 1534-1539     | chos skyong rgya mtsho               | Vierde Lab Kyabgön (lab skyabs mgon) |
| 17.               | Dorje Tsangpo                | 1491-1554      | 1539-1546     | rdo rje bzang po                     | -                                    |
| 18.               | Gyaltsen Tsangpo             | 1497-1548      | 1546-1548     | rgyal mtshan bzang po                | -                                    |
| 19.               | Ngawang Chödrag              | 1501-1551/1552 | 1548-1552     | ngag dbang chos grags                | -                                    |
| 20.               | Chödrag Tsangpo              | 1493-1559      | 1552-1559     | chos grags bzang po                  | -                                    |
| 21.               | Geleg Pälsang                | 1505-1567      | 1559-1565     | dge legs dpal bzang                  | -                                    |
| 22.               | Gendün Tenpa Dargye          | 1493-1568      | 1565-1568     | dge 'dun bstan pa dar rgyas          | -                                    |
| 23.               | Tseten Gyatso                | 1520-1576      | 1568-1575     | tshe brtan rgya mtsho                | -                                    |
| 24.               | Jampa Gyatso                 | 1516-1590      | 1575-1582     | byams pa rgya mtsho                  | -                                    |
| 25.               | Päljor Gyatso                | 1526-1599      | 1582-?        | dpal 'byor rgya mtsho                | -                                    |

### 26-50
| dga' ldan khri pa | Naam                    | Levensdata          | Ambtstermijn        | Wylie                            | Andere titels        |
| ----------------- | ----------------------- | ------------------- | ------------------- | -------------------------------- | -------------------- |
| 26.               | Damchö Pälbar           | 1523/1546-1599      | 1589-1596           | dam chos dpal 'bar               | -                    |
| 27.               | Sanggye Rinchen         | 1540-1612           | 1596-1603           | sangs rgyas rin chen             | -                    |
| 28.               | Gendün Gyaltsen         | 1532-1605/1607      | 1603-?              | dge 'dun rgyal mtshan            | -                    |
| 29.               | Shenyen Dragpa          | 1545-1615           | 1607-1615           | bshes gnyen grags pa             | -                    |
| 30.               | Lodrö Gyatso            | 1546-1618           | 1615-1618           | blo gros rgya mtsho              | Vijfde Lab Kyabgön   |
| 31.               | Damchö Pälsang          | 1546-1620           | 1618-1620           | dam chos dpal bzang              | -                    |
| 32.               | Tsültrim Chöpel         | 1561-1623           | 1620-1623           | tshul khrims chos 'phel          | -                    |
| 33.               | Dragpa Gyatso           | 1555-1627           | 1623-1627           | grags pa rgya mtsho              | -                    |
| 34.               | Ngawang Chökyi Gyaltsen | 1571/1575-1625/1629 | 1623, 1627/1628(?)  | ngag dbang chos kyi rgyal mtshan | -                    |
| 35.               | Könchog Chöpel          | 1573-1644           | 1626-1637           | dkon mchog chos 'phel            | -                    |
| 36.               | Tenzin Legs Bshad       | ?-1664              | 1638?               | bstan 'dzin legs bshad           | -                    |
| 37.               | Gedün Rinchen Gyaltsen  | 1571-1642           | 1638-1642           | dge 'dun rin chen rgyal mtshan   | -                    |
| 38.               | Tenpa Gyaltsen          | ?-1647              | 1643-1644/47        | bstan pa rgyal mtshan            | -                    |
| 39.               | Könchog Chösang         | ?-1672/1673         | 1644/48-1651/54     | dkon mchog chos bzang            | -                    |
| 40.               | Pälden Gyaltsen         | 1601-1674           | 1651/55-1662        | dpal ldan rgyal mtshan           | -                    |
| 41.               | Lobsang Gyaltsen        | 1599/1600-1672      | 1658/1662-1668      | blo bzang rgyal mtshan           | -                    |
| 42.               | Lobsang Dönyö           | 1602-1678           | 1668-1675           | blo bzang don yod                | Namdak Dorje         |
| 43.               | Jampa Tashi             | 1618-1684           | 1675-1681           | byams pa bkra shis               | -                    |
| 44.               | Ngawang Lodrö Gyatso    | 1635-1688           | 1682-1685           | ngag dbang blo gros rgya mtsho   | -                    |
| 45.               | Tsültrim Dargye         | 1632-?              | 1685/1695-1692/1699 | tshul khrims dar rgyas           | -                    |
| 46.               | Ngawang Pälsang         | 1629-1695           | ?                   | ngag dbang dpal bzang            | Jinpa Gyatso         |
| 47.               | Lobsang Chöpel          | * 17e eeuw          | 1699-1701           | blo bzang chos 'phel             | -                    |
| 48.               | Döndrub Gyatso          | 1655-1702           | 1702-1708           | don grub rgya mtsho              | Eerste Ling rinpoche |
| 49.               | Lobsang Dargye          | * 17e eeuw          | 1708-1715           | blo bzang dar rgyas              | -                    |
| 50.               | Gendün Püntsog          | * 17e eeuw-1724     | 1715-1722           | dge 'dun phun tshogs             | -                    |

### 51-75
| dga' ldan khri pa | Naam                           | Levensdata      | Ambtstermijn        | Wylie                                        | Andere titels                         |
| ----------------- | ------------------------------ | --------------- | ------------------- | -------------------------------------------- | ------------------------------------- |
| 51.               | Pälden Dragpa                  | * 17e eeuw-1729 | 1722-1729           | dpal ldan grags pa                           | Eerste Hortsang Sertri                |
| 52.               | Ngawang Tsepel                 | 1668-1734       | 1730-1732           | ngag dbang tshe 'phel                        | -                                     |
| 53.               | Gyaltsen Sengge                | 1678-1756       | 1732-1739           | rgyal mtshan seng ge                         | Eerste Tsötritrül                     |
| 54.               | Ngawang Chogden                | 1677-1751       | 1739-1746           | ngag dbang mchog ldan                        | Eerste Reting rinpoche (rwa sgreng)   |
| 55.               | Ngawang Namka Tsangpo          | 1690-1749/1750  | 1746-1749/1750      | ngag dbang nam mkha' bzang po                | Eerste Shingsa rinpoche (shing bza' ) |
| 56.               | Lobsang Drimed                 | 1683-?          | 1750-1757           | blo bzang dri med                            | -                                     |
| 57.               | Samten Püntsog                 | 1703-1770       | 1757-1764           | bsam gtan phun tshogs                        | -                                     |
| 58.               | Chakyung Ngawang Chödrag       | 1707-1778       | 1764-1778?          | bya khyung ngag dbang chos grags             | -                                     |
| 59.               | Chusang Ngawang Chödrak        | 1710-1772       | 1771-1772?          | chu bzang ngag dbang chos grags              | -                                     |
| 60.               | Lobsang Tenpa                  | 1725-?          | 1772?-1778?         | blo bzang bstan pa                           | -                                     |
| 61.               | Ngawang Tsültrim               | 1721-1791       | 1778-1785           | ngag dbang tshul khrims                      | Eerste Tsemönling rinpoche            |
| 62.               | Lobsang Mönlam                 | 1729-1798       | 1785-1793           | blo bzang smon lam                           | -                                     |
| 63.               | Lobsang Khächog                | 1736-1792       | 1792 (6 Monate)     | blo bzang mkhas mchog                        | -                                     |
| 64.               | Lobsang Tashi                  | 1739-1801       | 1794-1801           | blo bzang bkra shis                          | -                                     |
| 65.               | Gendün Tsültrim                | 1744-1807       | ?                   | dge 'dun tshul khrims                        | -                                     |
| 66.               | Ngawang Sanggye                | 1746-1824       | 1807-1814           | ngag dbang snyan grags                       | -                                     |
| 67.               | Jamyang Mönlam                 | 1750-1814/1817  | 1814 (3 Monate)     | 'jam dbyangs smon lam                        | -                                     |
| 68.               | Lobsang Geleg                  | 1757-1816       | 1815-1816           | blo bzang dge legs                           | -                                     |
| 69.               | Yangchub Chöpel                | 1756-1838       | 1816-1822           | byang chub chos 'phel                        | -                                     |
| 70.               | Ngawang Chöpel                 | 1760-1839       | 1822-1828           | ngag dbang chos 'phel                        | -                                     |
| 71.               | Yeshe Tardo                    | 1756-1829/1830  | 1829-1830           | ye shes thar 'dod                            | -                                     |
| 72.               | Jampäl Tsültrim                | * 19e eeuw      | 1831-1837           | 'jam dpal tshul khrims                       | Eerste Khamlung (khams lung)          |
| 73.               | Ngawang Jampäl Tsültrim Gyatso | 1792-1862/1864  | 1837-1843           | ngag dbang 'jam dpal tshul khrims rgya mtsho | Tweede Tsemönling rinpoche            |
| 74.               | Lobsang Lhündrup               | * 18e eeuw      | ca. 1843 - ca. 1847 | blo bzang lhun grub                          | -                                     |
| 75.               | Ngawang Lungtog Yönten Gyatso  | 1811-1855       | 1847-1853           | ngag dbang lung rtogs yon tan rgya mtsho     | Vierde Ling rinpoche                  |

### 76-101
| dga' ldan khri pa | Naam                               | Levensdata      | Ambtstermijn   | Wylie                                           | Andere titels               |
| ----------------- | ---------------------------------- | --------------- | -------------- | ----------------------------------------------- | --------------------------- |
| 76.               | Lobsang Khyenrab Wangchug          | ?-1872          | 1853-1870      | blo bzang mkhyen rab dbang phyug                | Eerste Tagdrag rinpoche     |
| 77.               | Tsültrim Dargye                    | ?               | 1859?-1864?    | tshul khrims dar rgyas                          | -                           |
| 78.               | Jamyang Damchö                     | 19e eeuw        | 1864?-1869?    | jam dbyangs dam chos                            | -                           |
| 79.               | Lobsang Jinpa                      | 19e eeuw        | 1869?-1874?    | blo bzang sbyin pa                              | -                           |
| 80.               | Dragpa Döndrub                     | 19e eeuw        | 1874?-1879?    | grags pa don grub                               | -                           |
| 81.               | Ngawang Norbu                      | 19e eeuw        | 1879?-1884?    | ngag dbang nor bu                               | -                           |
| 82.               | Yeshe Chöpel                       | 19e eeuw        | 1884?-1889?    | ye shes chos 'phel                              | -                           |
| 83.               | Yangchub Namkha                    | 19e eeuw        | 1889?-1894?    | byang chub nam mkha'                            | -                           |
| 84.               | Lobsang Tsültrim                   | 19e eeuw        | 1894?-1899?    | blo bzang tshul khrims                          | -                           |
| 85.               | Lobsang Tsültrim Pälden            | 1839-1899/1900  | 1896-1899/1900 | blo bzang tshul khrims dpal ldan                | Tweede Trijang rinpoche     |
| 86.               | Lobsang Gyaltsen                   | 1840-?          | 1900-1907?     | blo bzang rgyal mtshan                          | -                           |
| 87.               | Ngawang Lobsang Tenpey Gyaltsen    | 1844-1919       | 1907-1914      | ngag dbang blo bzang bstan pa'i rgyal mtshan    | Derde Tsemönling rinpoche   |
| 88.               | Khyenrab Yönten Gyatso             | 19e eeuw        | 1914?-1919     | mkhyen rab yon tan rgya mtsho                   | Drikungpa Khyenrab Yonten   |
| 89.               | Lobsang Sanggye Gyatso             | 19e eeuw        | 1919?-1924?    | blo bzang snyan grags rgya mtsho                | -                           |
| 90.               | Jampa Chödrag                      | 1876-1937/1947  | 1920/1921-1926 | byams pa chos grags                             | -                           |
| 91.               | Lobsang Gyaltsen                   | 19e eeuw-1932   | 1927-1932      | blo bzang rgyal mtshan                          | -                           |
| 92.               | Thubten Nyinye                     | 19e eeuw-1933?  | 1933           | thub bstan nyin byed                            | Eerste gtsang pa khri sprul |
| 93.               | Yeshe Wangden                      | 20e eeuw        | 1933-1939      | ye shes dbang ldan                              | Eerste mi nyag khri sprul   |
| 94.               | Lhündrup Tsöndrü                   | 20e eeuw-1949   | 1940-1946      | lhun grub brtson 'grus                          | Shangpa Lhündrup Tsöndrü    |
| 95.               | Tashi Stongthun                    | 20e eeuw        | 1947-1953      | bkra shis stong thun                            | -                           |
| 96.               | Thubten Künga                      | 1891-1964       | 1954/1958-1964 | thub bstan kun dga'                             | -                           |
| 97.               | Thubten Lungtog Tenzin Trinley     | 1903-1983       | 1965-          | thub bstan lung rtogs bstan 'dzin 'phrin las    | Zesde Ling rinpoche         |
| 98.               | Jampäl Shenpen                     | 1919-1988/1989? | ?              | 'jam dpal gzhan phan                            | -                           |
| 99.               | Yeshe Dönden                       | ?-1995          | 1984-1989      | ye shes don ldan                                | -                           |
| 100.              | Lobsang Nyima Päl Sangpo           | 1928-2008       | 1995-2003      | blo bzang nyi ma                                | -                           |
| 101.              | Lungrig Namgyal                    | 1927-           | 2003-2009      | lung rig rnam rgyal                             | Tweede ri rdzong sras sprul |
| 102.              | Thubten Nyima Lüngtok Tenzin Norbu | 1937-           | 2009-          | thub bstan nyi ma lung rtogs bstan 'dzin nor bu | Rizong Sras rinpoche        |

gelugschool: dalai lama, pänchen lama, Ganden tripa · kagyüschool: karmapa, shamarpa, tai situ, gyalwang drugpa, shabdrung · sakyaschool: sakya trizin · nyingmaschool: mindrolling trichen, Dorje Phagmo · rimé-beweging
boeddhisme: concepten · geschiedenis · stromingen · geschriften · personen · tempels · devotie · per land · termen